# Chiesa di San Jacopo Soprarno
La chiesa di Sant'Jacopo Sopr'Arno (o San Jacopo de' Barbetti) è un luogo di culto cattolico di Firenze che si trova in Borgo San Jacopo, nel quartiere di Oltrarno.
Dal 14 maggio 2006 è stata concessa dalla Diocesi di Firenze all'Arcidiocesi ortodossa d'Italia e Malta.

## Storia

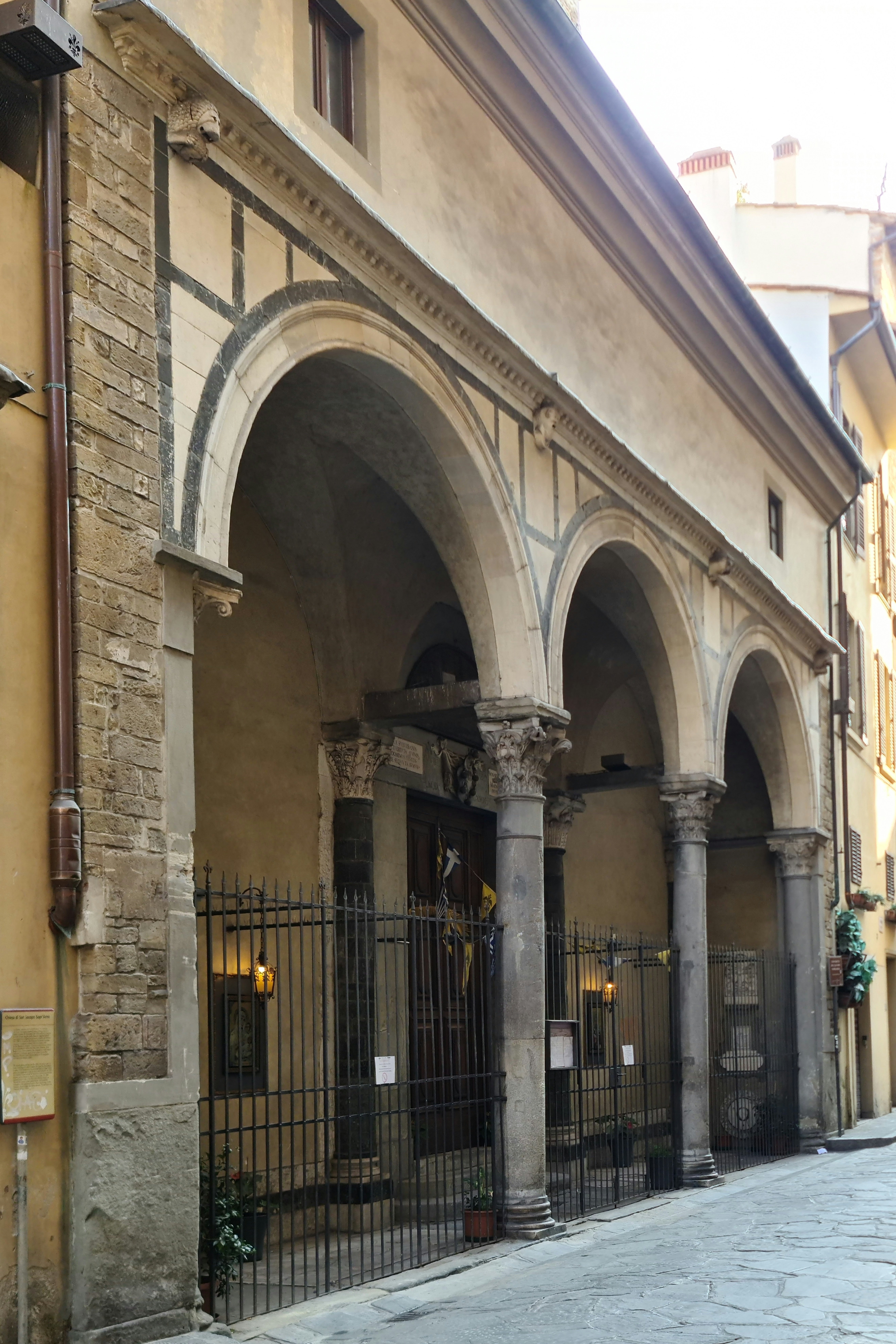
Il portico

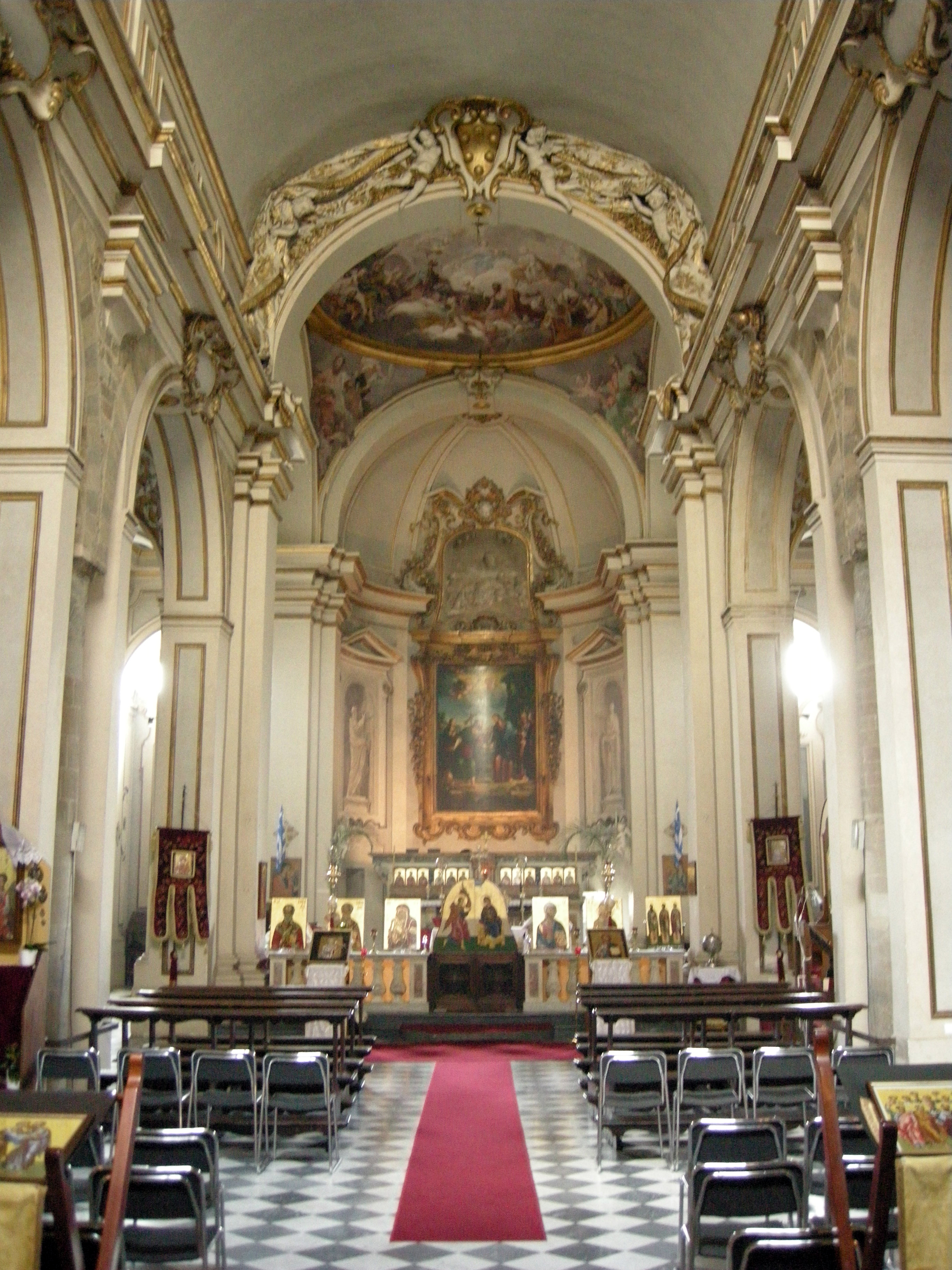
L'interno

La chiesa risale probabilmente ai secoli X-XI e fu edificata in stile romanico dando il nome al borgo che le si formò intorno. Giovanni Villani e Ricordano Malispini (secolo XIII) la citano come già esistente nel 1078, quando si costruì la seconda cerchia delle mura, includendola da allora nel nucleo cittadino. Nel 1293 si riunirono in questa chiesa i nobili fiorentini che stabilirono di opporsi agli "ordinamenti di Giustizia" di Giano Della Bella, che toglievano loro ogni ingerenza nel governo dello Stato.
La chiesa era nota anche perché il suo priore, nella ricorrenza del 25 luglio festività di san Jacopo (così com'era detto a Firenze l'apostolo san Giacomo Maggiore), organizzava a sue spese il Palio dei Navicelli in Arno. Infatti alla sera, fino dal lontano 1250, i barcaioli disputavano a furia di vigorosi colpi di stanga la tipica "regata", sullo specchio d'acqua fra Ponte Vecchio e la pescaia di Santa Rosa. La partenza dei navicelli avveniva proprio dal greto su cui ancora aggetta, sui caratteristici sporti, l'abside della chiesa che i fiorentini indicano affettuosamente come la "chiesa col culo in Arno" perché nei momenti di piena quando il livello del fiume aumenta, le acque vanno con impeto a bagnare la sua parte absidale che può essere osservata dal ponte Santa Trinita.
Vasari riporta la tradizione che il Brunelleschi, intorno al 1418, avesse eseguito nella cappella Ridolfi una copertura a cupola in cui avrebbe messo in pratica, in scala ridotta, le tecniche costruttive senza armatura poi usate per la cupola di Santa Maria del Fiore. Tale opera venne distrutta nel rifacimento del primo Settecento.
Dal 1542 ressero la chiesa i frati Francescani Minori Osservanti, nel 1575 essa fu ceduta ai Canonici regolari di San Salvatore a Scopeto, detti gli "Scopetini", che avevano avuto chiesa e convento distrutti nel 1529. Nel 1580 furono rimontati davanti alla facciata elementi del portico romanico antistante alla antica chiesa di San Donato in Scopeto, su progetto di Bernardino Radi. Due lapidi sul portale della chiesa rammentano che il portico venne riedificato a spese di Don Pietro de' Medici nel 1580, e con sovvenzione di Francesco I de' Medici.
| SAXA SVBVRBANIS SCOPETIS EREPTA RVINIS, HVC DOMINOS PRISCOS IVRE SEQVVTA SVMVS · | UBI QVE. .M.D. LXXX. | NOS SENIOR PETRVS MEDYCES, DVM TEMPLA MANEBANT, MAGNVS FRANCISCVS NVNC,PIETATE FOVET · |

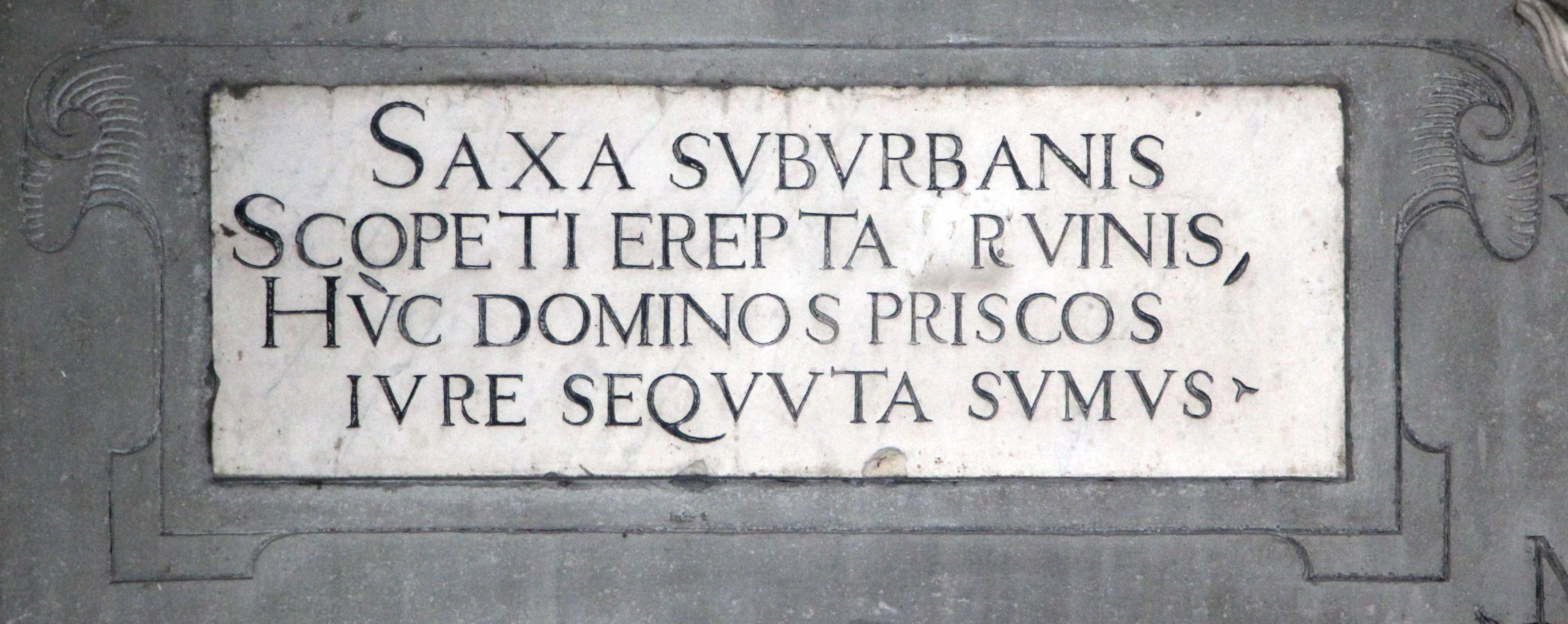
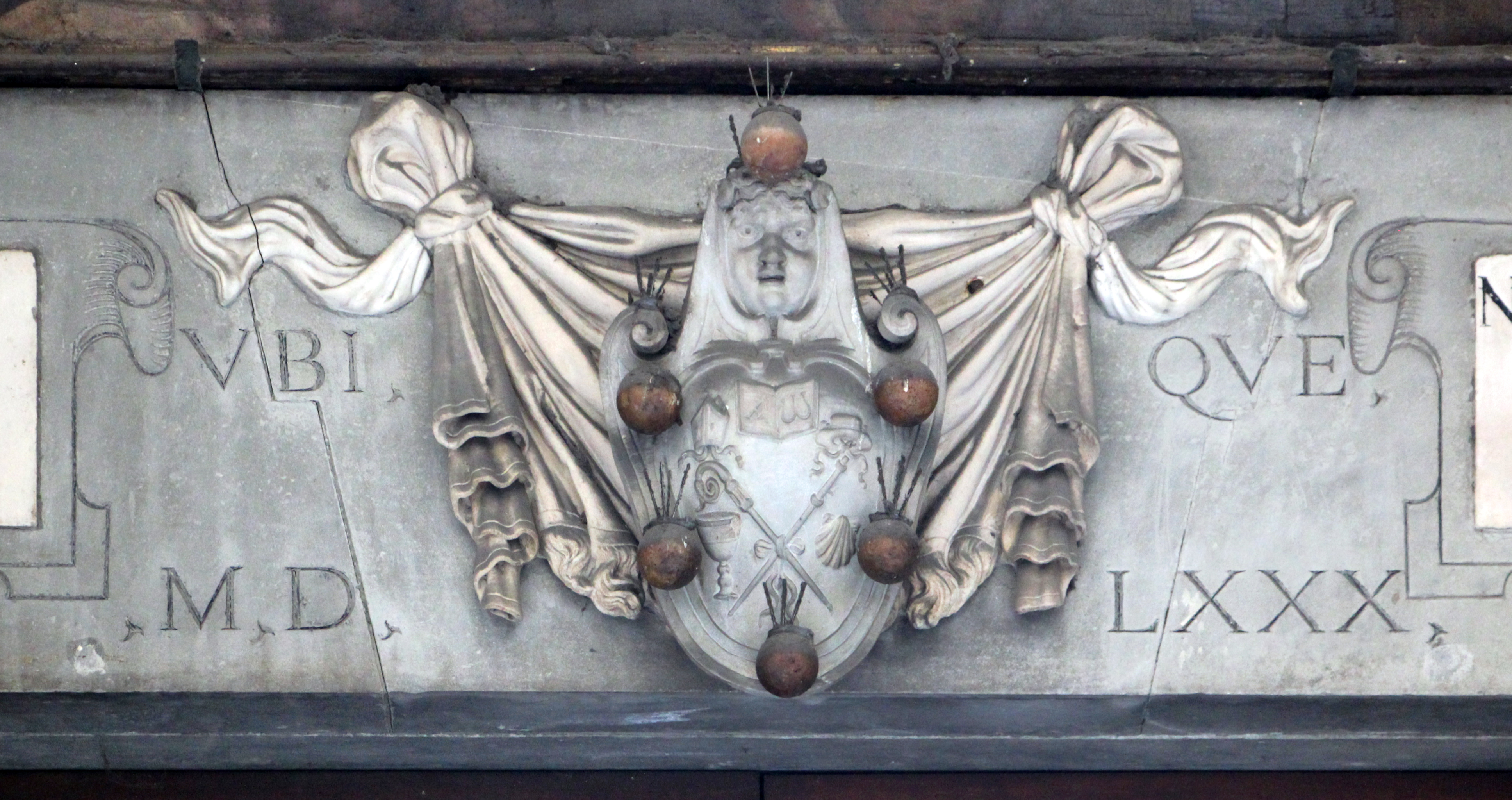
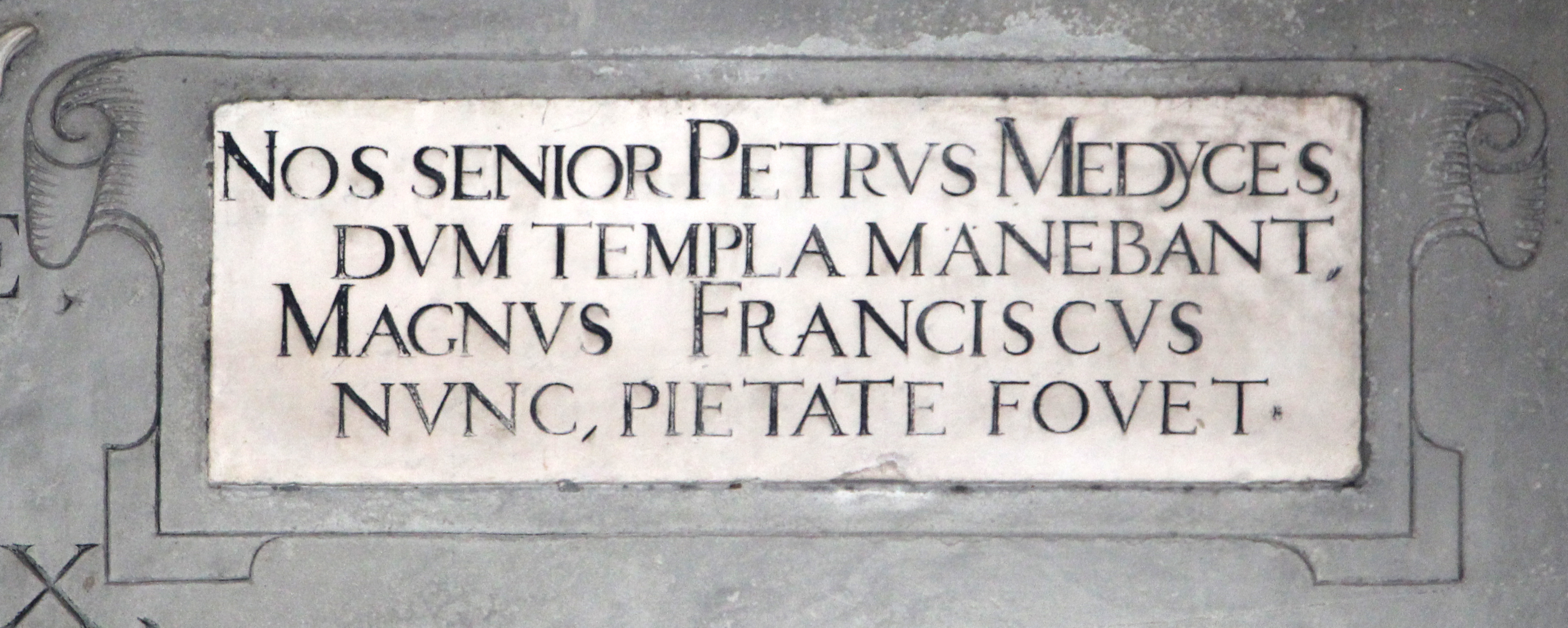

Traduzione: «Pietre sottratte alle rovine suburbane di Scopeti, qui abbiamo seguito i nostri antichi padroni di diritto. Ovunque 1580. Piero dei Medici il Vecchio, finché rimaneva in piedi il tempio, ora il grande Francesco, ci onorano della devozione».
Nel 1703, Cosimo III ordinò agli Scopetini di cedere ai Padri della Missione, venuti da Roma e stanziati nel vicino Palazzo della Missione, la chiesa e il convento, che essi restaurarono nel 1709. La chiesa è attualmente officiata dalla comunità ortodossa, con fedeli di rito orientale greco e di diverse altre nazionalità balcaniche e orientali.

## Descrizione

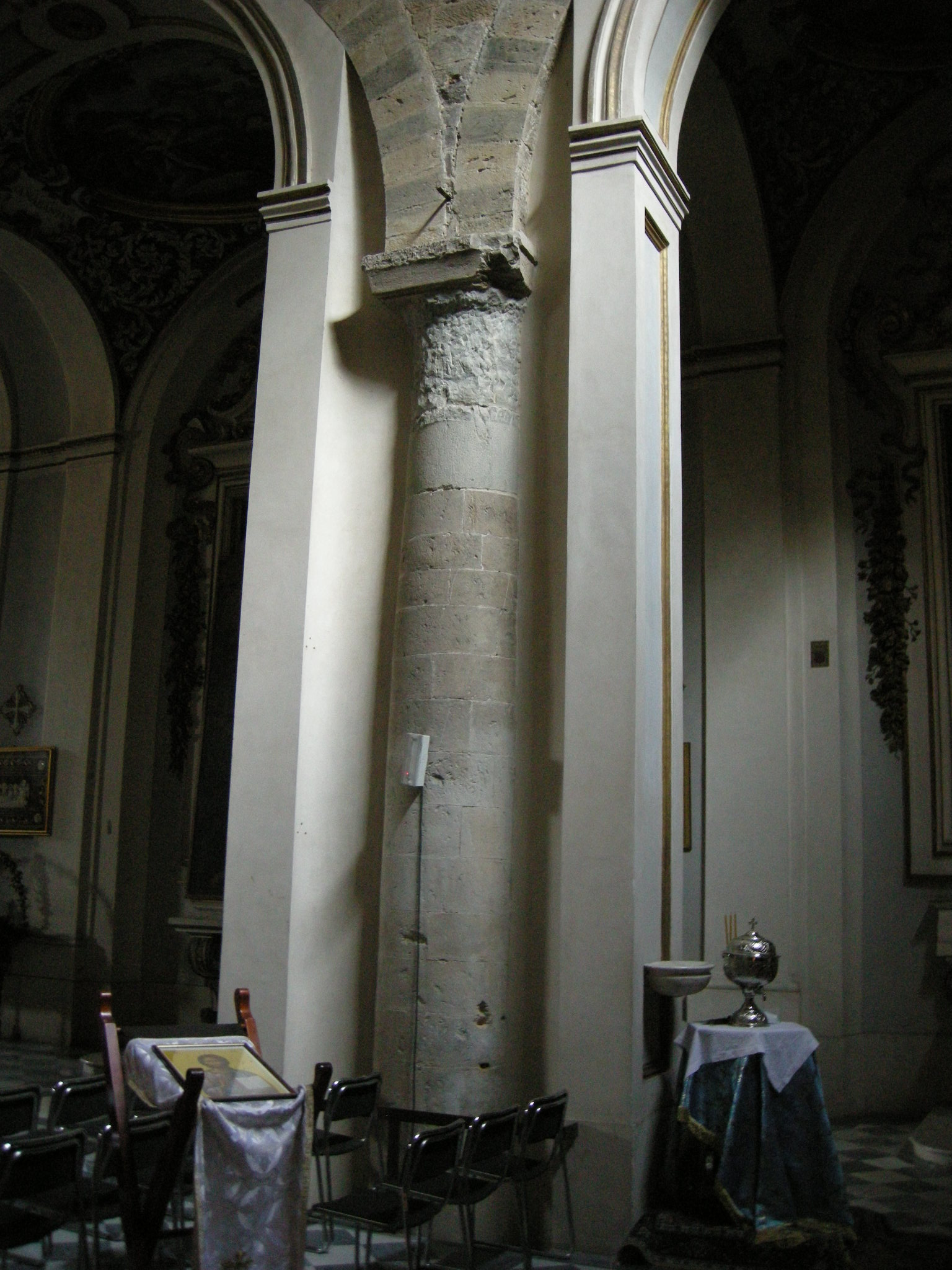
Le colonne antiche incassate nei pilastri

La facciata consta soprattutto del portico romanico databile al XII-XIII secolo, qui montato nel 1580, formato da tre archi caratterizzati dalle tipiche tarsie geometriche bianche e verdi recanti in alto due leoni che agguantano uomini, una testa di bue e una umana. Il portale è sormontato da una lunetta su tavola con Cristo tra i Santi Jacopo e Donato di Jacopo Coppi databile al 1580. 
L'interno conserva l'impianto originario romanico a tre navate, ma si presenta nell'aspetto settecentesco frutto del rifacimento voluto dai Padri delle Missioni, che lo rende un interessante e unitario ambiente chiesastico settecentesco. Lavori effettuati dopo l'Alluvione di Firenze hanno rimesso in luce le antiche colonne romaniche incassate nell'interno barocchetto, che sono oggi visibili nei pilastri. La navata centrale ha perso con le esplosioni 4 agosto 1944 la sua decorazione ad affresco nella volta, ma restano ben conservati gli affreschi e le tele nelle navate laterali. 
La prima cappella destra, dei Bartolomei, reca una tela con la Immacolata Concezione e santi di Sebastiano Galeotti e, nella volta, un Dio Padre tra angeli di Niccolò Lapi, del 1721. La seconda, dei Verdi, reca un altro affresco di Niccolò Lapi nella volta con Mosè e il serpente di bronzo (1709) e all'altare un Crocifisso quattrocentesco che sostituisce oggi una Crocifissione di Francesco Conti. La terza cappella è ornata all'altare da una tela di Antonio Puglieschi raffigurante San Vincenzo de' Paoli intercede da Maria a Gesù, sormontata dall'affresco con la Gloria di san Giuseppe di Ottaviano Dandini. La quarta cappella ha invece all'altare la Santissima Trinità sempre del Conti. 
All'altare maggiore è la tela con la Vocazione di san Jacopo di Pier Dandini, mentre nella cupola sono affreschi di Matteo Bonechi con la Madonna in gloria e angeli.
All'altare della quinta cappella sinistra, degli Orsini e Vinci, già dei Di Grazia, è la tela con le Tentazioni di sant'Antonio Abate di Giovan Maria Ciocchi, mentre l'altare della quarta cappella sinistra presenta una tela di Agostino Veracini che dipinse nel 1709 con la Morte di san Francesco d'Assisi, sua prima opera pubblica a Firenze. All'altare della terza cappella sinistra, dei Torrigiani, venne posto non un nuovo dipinto, ma una tela già dipinta da Jacopo Vignali per Raffaello Torrigiani prima della ristrutturazione della chiesa, raffigurante la Vergine che appare a san Liborio, alla quale fu aggiunto nella volta l'affresco di Giuseppe Moriani con San Liborio, del 1709 circa. La seconda cappella sinistra, dei Ridolfi, mostra un affresco di Ranieri del Pace e all'altare una tela di Ignazio Hugford con l'Annunciazione. La prima cappella di sinistra, dei Montauti, fu affrescata nella volta con Angeli musicanti da Matteo Bonechi mentre all'altare è il Martirio di santa Lucia di Giovanni Casini.
Al Lapi sono dovute anche le due Allegorie della Religione e della Fede, poste in controfacciata, di lato al portale principale.
Nella chiesa è sepolto il pittore Gherardo Starnina, morto ai primi del XV secolo e primo maestro di Lorenzo Ghiberti. Il campanile, visibile solo dal ponte Santa Trinita o dal Lungarno degli Acciaiuoli, non da borgo San Jacopo, è opera di Gherardo Silvani del 1660.

## La Compagnia di San Jacopo del Nicchio

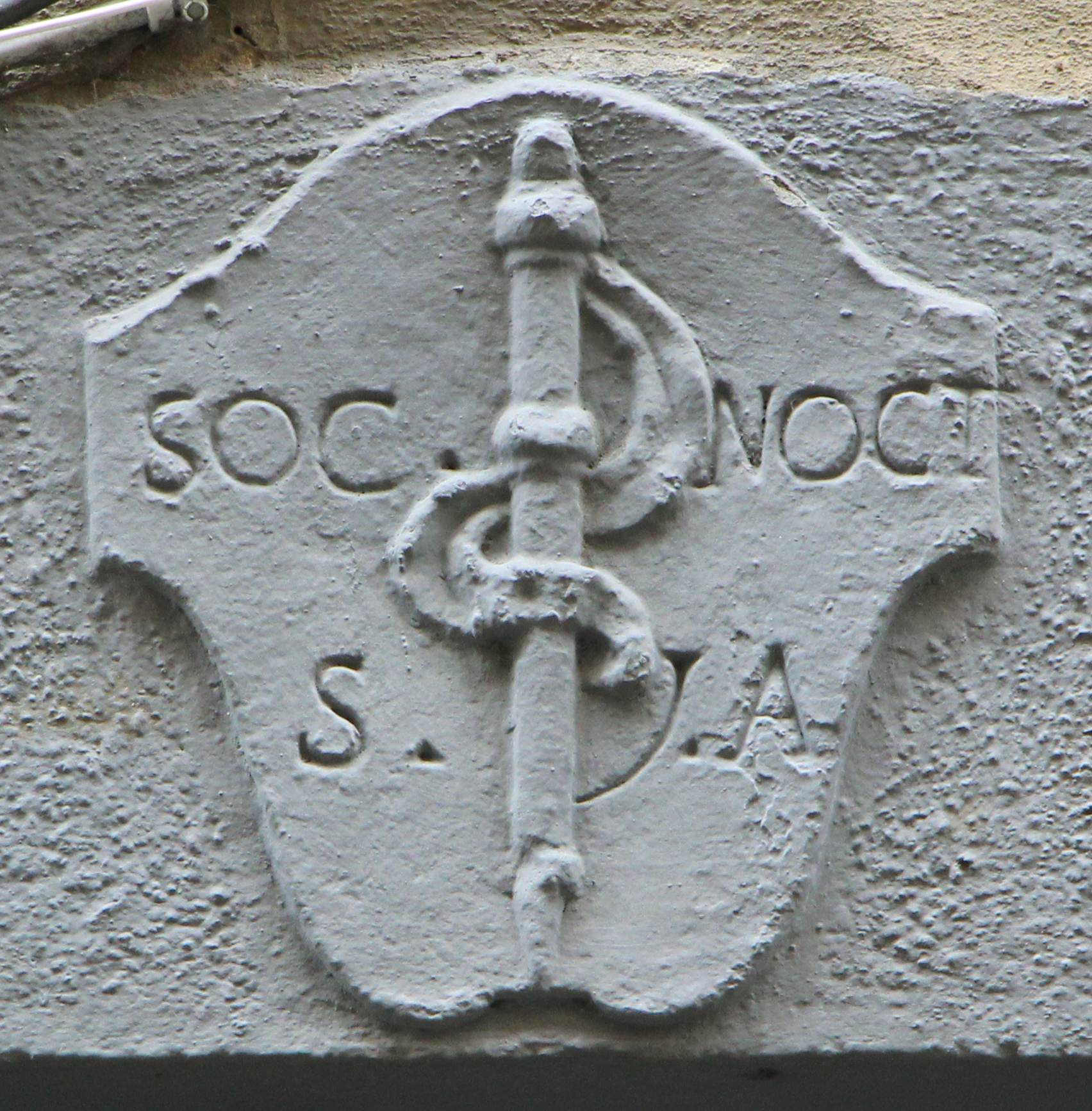
Stemma della Compagnia del Nicchio lungo Borgo San Jacopo

Le quattro compagnie di San Jacopo in Oltrarno (o del Nicchio), di San Girolamo, di San Paolo e di Sant'Antonio Abate costituivano le confraternite fiorentine dette buche, caratterizzate dalla pratica della flagellazione, dalla disciplina e dall'uso di riunirsi in preghiera la notte. I confratelli di tali compagnie erano detti "battuti" e, a seconda del loro saio, bianchi o neri.
Di origine trecentesca, la Compagnia di San Jacopo era detta anche "del nicchio" (conchiglia), attributo del patrono san Jacopo (la conchiglia di capasanta veniva data ai pellegrini che visitavano Santiago di Compostela che, come il loro santo protettore, potevano usare per abbeverarsi); postasi sotto la protezione spirituale dei Vallombrosani, possedeva una cappella attigua alla chiesa con accesso dal Borgo. La Compagnia sopravvisse a lungo col nome di "Buca di San Jacopo e Santa Felicita": essa fu infatti tra le nove salvate da Pietro Leopoldo nel 1785 e tutt'oggi attiva.

## Opere già in San Jacopo
- Andrea del Sarto, San Jacopo con due fanciulli (già nella Compagnia), oggi agli Uffizi.